# Kisielew (osada leśna)
Kisielew – osada leśna (leśniczówka) w Polsce położona w województwie mazowieckim, w powiecie łosickim, w gminie Platerów.
W latach 1975–1998 miejscowość należała administracyjnie do województwa bialskopodlaskiego.